# Håtjärnen (Bodsjö socken, Jämtland)
Håtjärnen är en sjö i Bräcke kommun i Jämtland och ingår i Ljungans huvudavrinningsområde. Sjön har en area på 0,437 kvadratkilometer och ligger 319,8 meter över havet. Sjön avvattnas av vattendraget Bodsjöbyån.

## Delavrinningsområde
Håtjärnen ingår i det delavrinningsområde (696748-145056) som SMHI kallar för Utloppet av Håtjärnen. Medelhöjden är 333 meter över havet och ytan är 3,11 kvadratkilometer. Räknas de 22 avrinningsområdena uppströms in blir den ackumulerade arean 191,88 kvadratkilometer. Bodsjöbyån som avvattnar avrinningsområdet har biflödesordning 3, vilket innebär att vattnet flödar genom totalt 3 vattendrag innan det når havet efter 233 kilometer. Avrinningsområdet består mestadels av skog (57 procent) och sankmarker (21 procent). Avrinningsområdet har 0,43 kvadratkilometer vattenytor vilket ger det en sjöprocent på 13,9 procent.